# Leva Barker
La palanca de Barker, o Leva Barker, es un sistema neumático que multiplica la fuerza del dedo sobre el teclado de un órgano de tubos, facilitando la ejecución al organista. Emplea la presión del viento del órgano para inflar pequeños fuelles para superar la resistencia de las válvulas en el secreto del órgano. Esta palanca permitía el desarrollo de órganos más grandes. Estos órganos más grandes aparecieron por primera vez en Francia, por ejemplo, el órgano construido por Cavaillé-Coll en St. Sulpice. Este invento fue registrado por Charles Spackman Barker (1804-79), ingeniero y constructor de órganos. Una palanca similar fue desarrollada por David Hamilton en 1835.

Mecanismo Leva Barker

En ciertos casos (fugas, ajustes incorrectos) puede tener el inconveniente de un retraso en la transmisión (el tubo suena con un retraso de hasta más de 100 ms después de que el organista haya pulsado la tecla).
Hoy en día se utiliza en los órganos nuevos cuando es necesario relevar al organista en el caso de grandes instrumentos con acción mecánica. En estos casos, no se utiliza para la acción mecánica de los teclados, sino sólo para aliviar la presión necesaria para pulsar las teclas cuando se acoplan varios teclados. En principio, cada teclado está en tracción directa (tracción suspendida) y sólo los teclados acoplados son «tirados» por la máquina Barker.
Muy utilizada por Aristide Cavaillé-Coll, la máquina Barker era necesaria sobre todo para los grandes instrumentos (2 o más manuales, 30 o más registros). Aristide Cavaillé-Coll utilizó por primera vez la máquina Barker para el órgano de la Basílica de Saint-Denis (1841).

## Funcionamiento
La máquina Barker utiliza aire impulsado hacia el instrumento para funcionar. La alimentación de aire se efectúa a través del conducto A.
Cuando se pulsa una tecla en el teclado, la válvula 1 se abre y la válvula 3 se cierra, lo que permite que el fuelle C se llene de aire y pase a accionar la varilla y abrir así las válvulas de los macillos relacionados con la tecla pulsada. En este momento la válvula 2 se cierra, aislando así el fuelle C de la parte B de la máquina de Barker. El fuelle C se mantiene así bajo presión hasta que se vuelve a abrir la válvula 3, es decir, cuando el organista suelta la tecla. El peso P permite evacuar rápidamente el aire contenido en el fuelle C.
En el grabado podemos observar el sistema que consiste en colocar un pequeño fuelle con un mecanismo entre el teclado y las válvulas, el cual ejerce la fuerza necesaria para abrir la misma, de este modo el organista dispone de un teclado con mayor suavidad.
Henry Willis patentó en 1884 un sistema de acción eléctrico neumático, aunque empezó a desarrollarlo en la década de 1870, con la construcción de órganos con dos cuerpos ordenados desde una única consola por medio de un sistema mecánico-neumático, órganos de las catedrales de Salisbury (1877) y San Pablo de Londres (1872).